# Rogelio Rodríguez
Rogelio Rodríguez (ur. 5 maja 1956) – meksykański kierowca wyścigowy.

## Biografia
W 1980 roku zadebiutował Raltem RT1 w Formule Atlantic. Rok później rozpoczął starty Raltem RT4 w barwach zespołu Lane Sports. W dziewięciu wyścigach odniósł wówczas jedno zwycięstwo i zdobył trzy podia, co umożliwiło mu zdobycie wicemistrzostwa, za Jacques'em Villeneuve'em. W 1982 roku był sklasyfikowany na czternastym miejscu. W roku 1983 startował w Północnoamerykańskiej Formule Mondial, zajmując dziesiątą pozycję na koniec sezonu. W 1992 roku rywalizował w Meksykańskiej Formule 3, a na koniec sezonu był piąty. W sezonie 1993 ścigał się Nissanem Tecate w Copa Tecate Nissan Sport Prototipos.